# Grand Hotel Saltsjöbaden
Grand Hotel Saltsjöbaden är ett hotell i Saltsjöbaden i Nacka kommun. Hotellet byggdes på initiativ av K. A. Wallenberg och invigdes 1893 av kung Oscar II. Hotellet var i familjen Wallenbergs ägo fram till 1999. Sedan 2022 ägs Grand Hotel Saltsjöbaden av Strandgården Family Office AB. Erik Pändel tillträdde som vd under sensommaren 2022.

## Interiörbilder

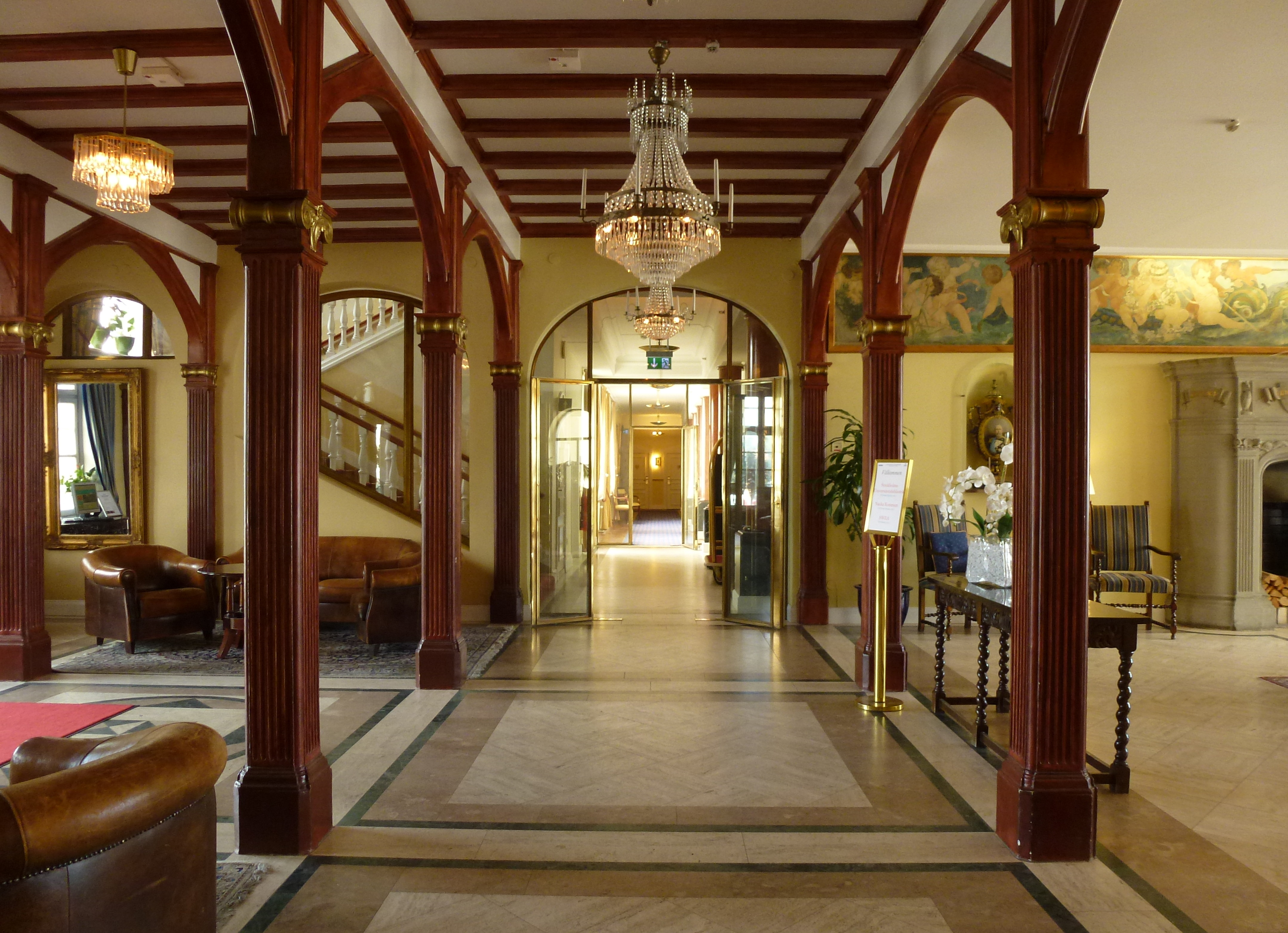
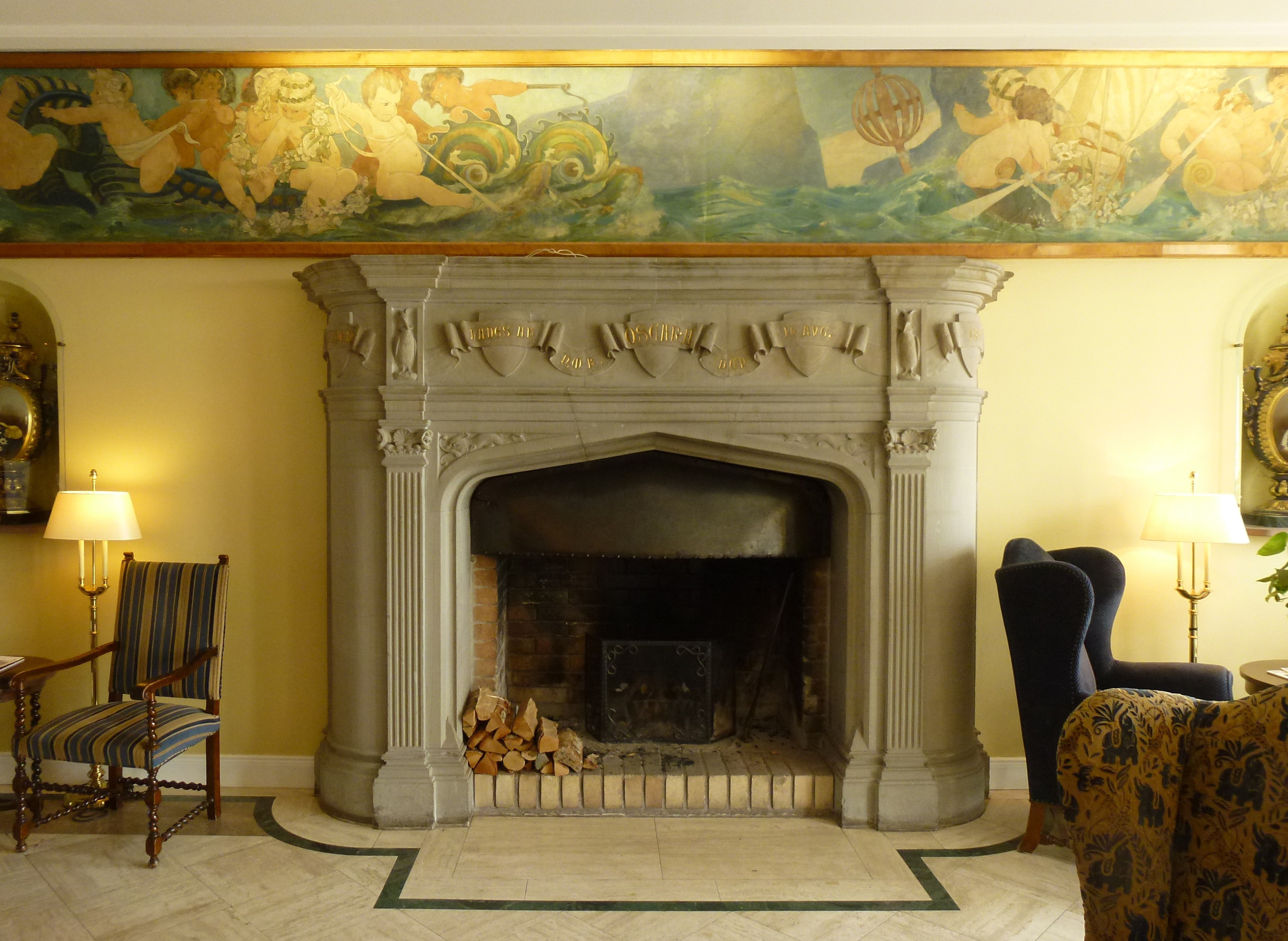
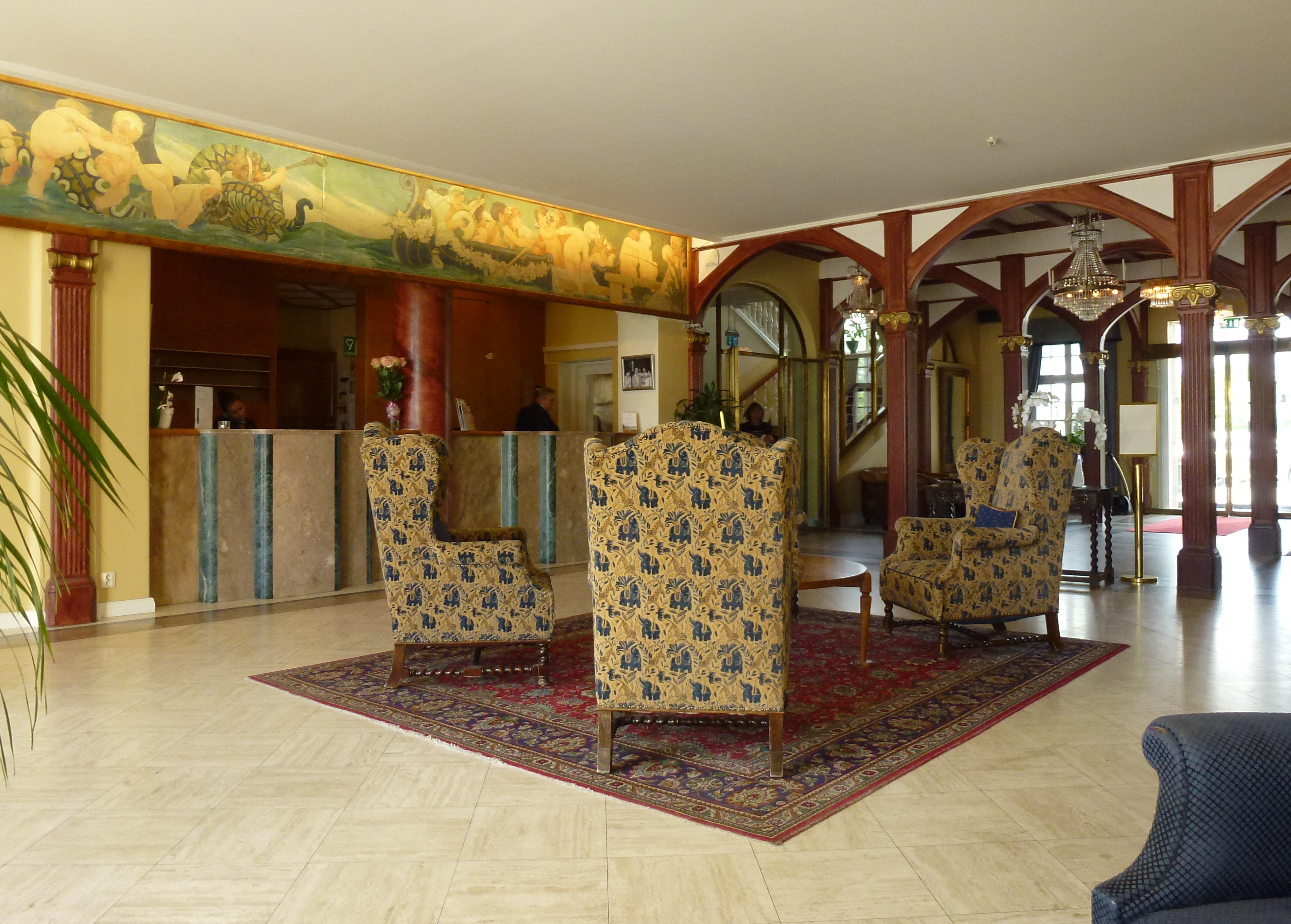
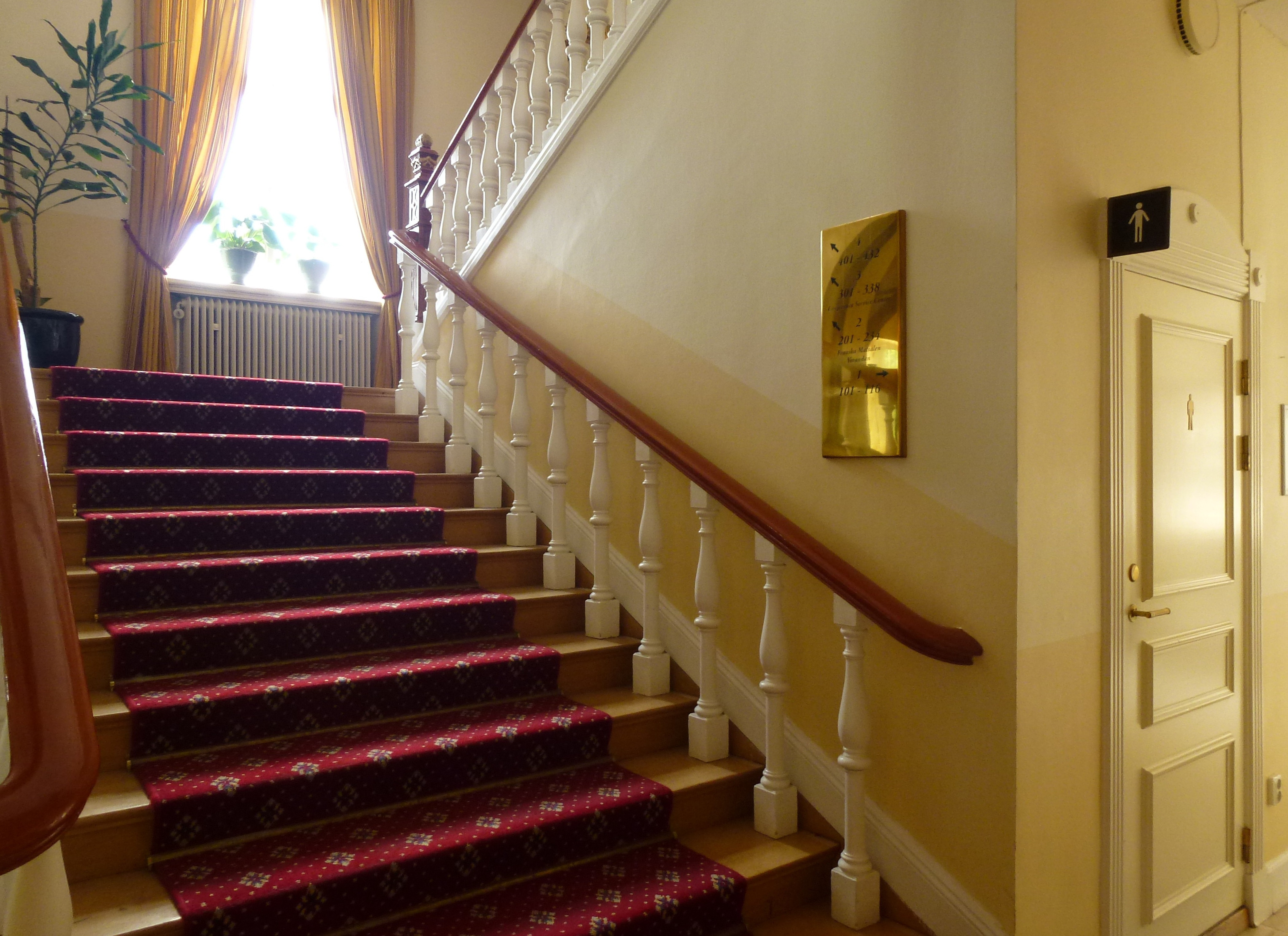
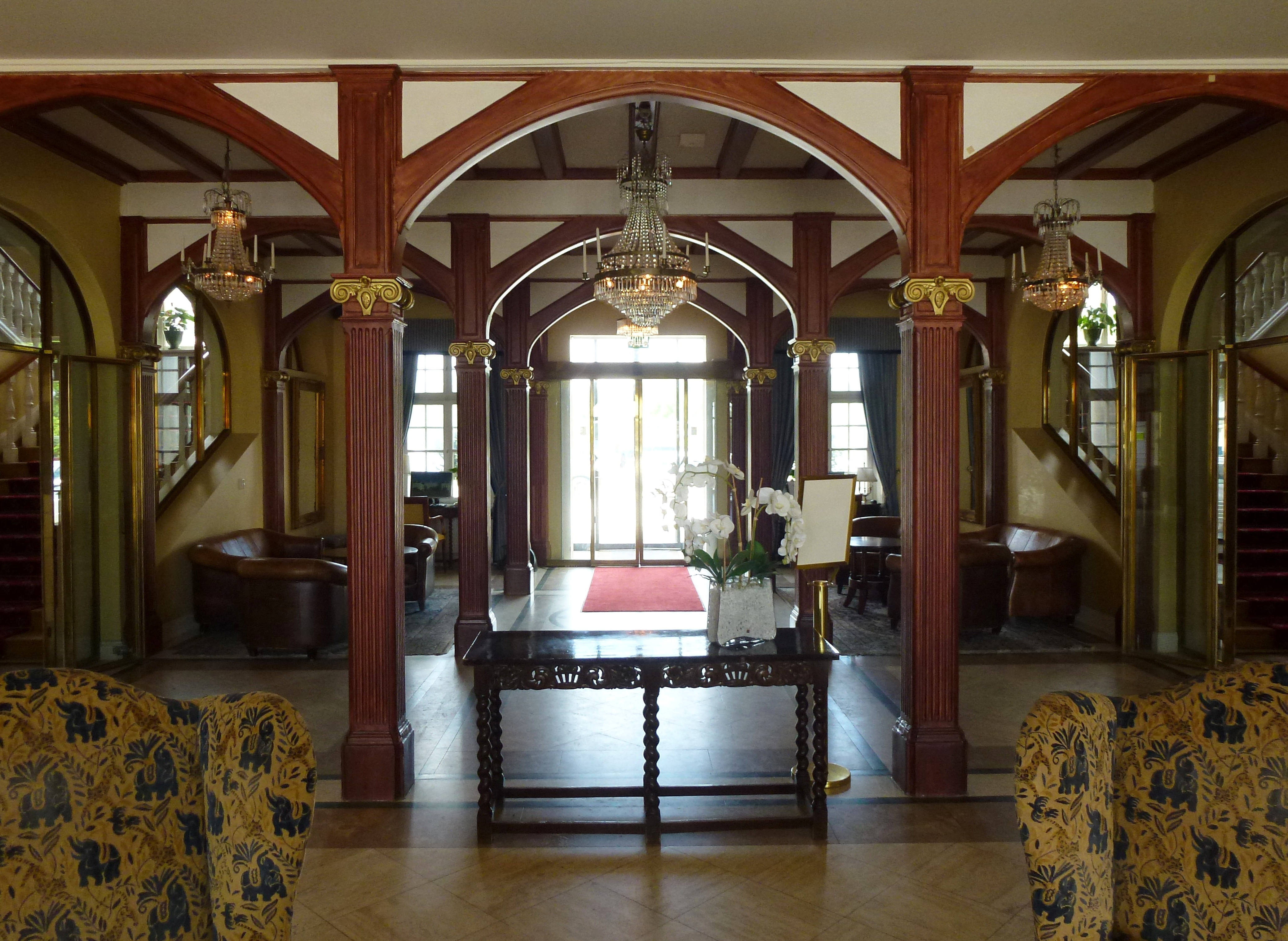

## Arkitektur

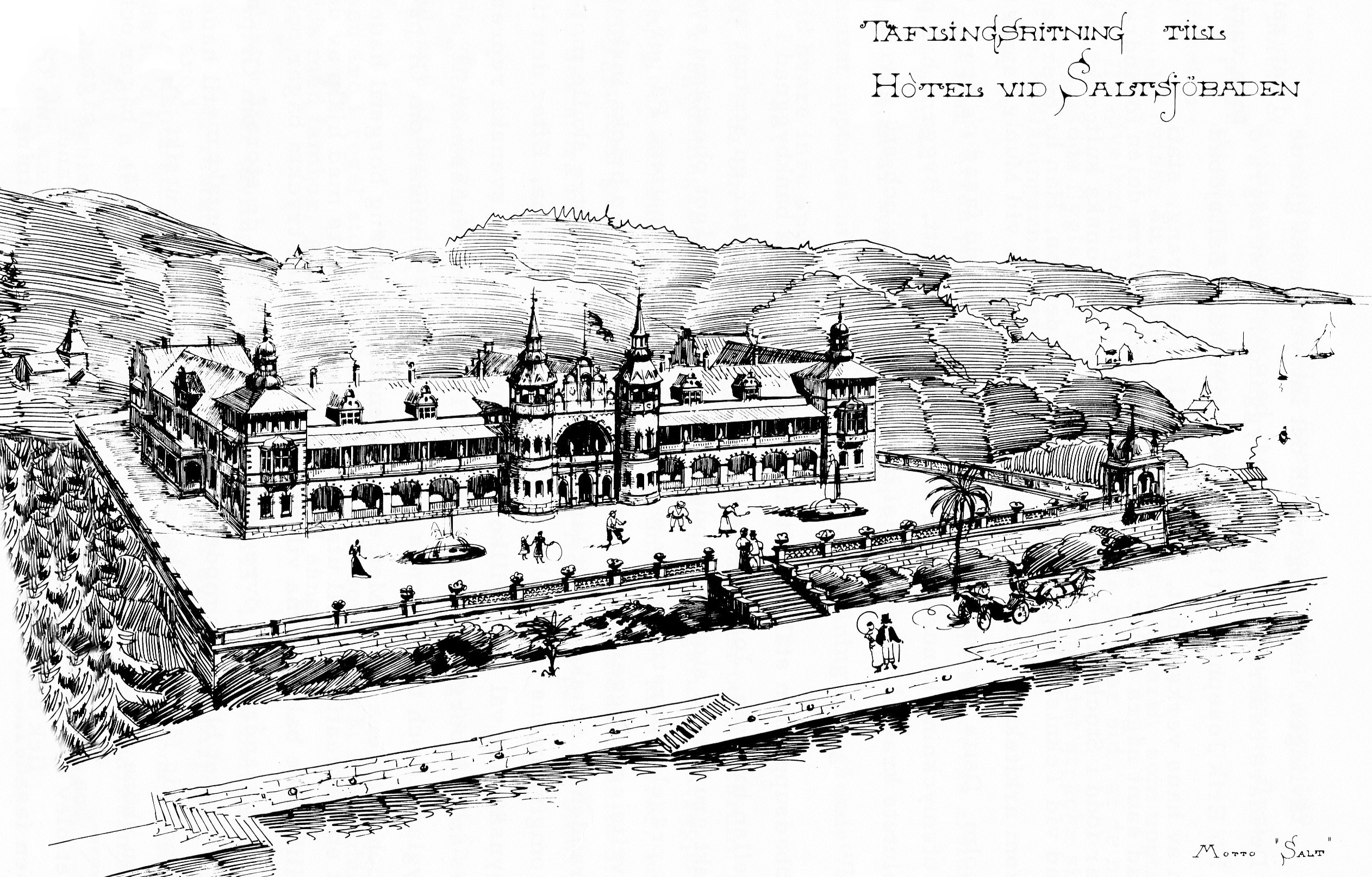
Erik Josephsons tävlingsbidrag "Salt".

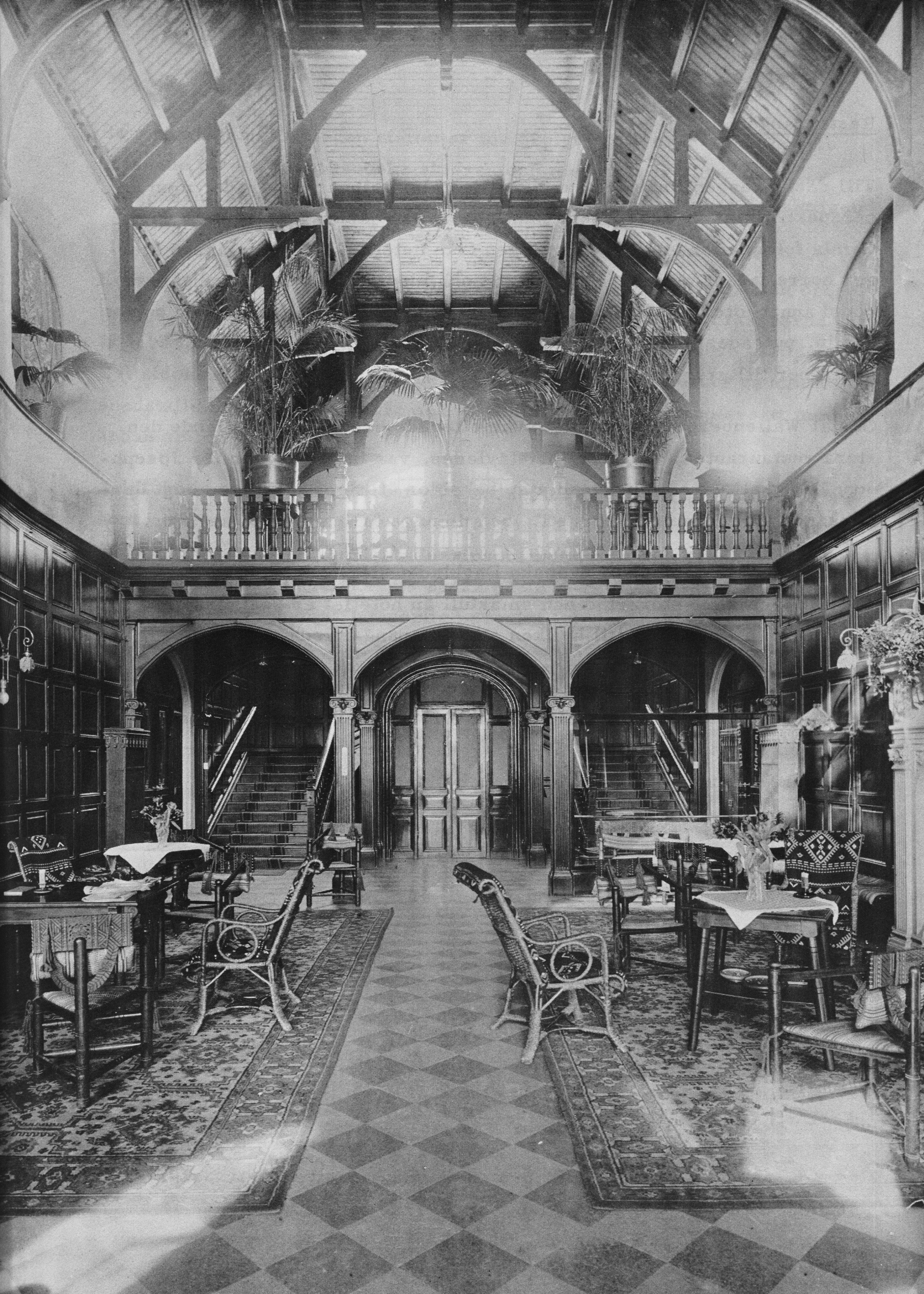
Stora salen på 1890-talet.

Hotellet vid Hotellviken kom till efter en arkitekttävling år 1892. Vid tävlingens slutdatum den 15 mars 1892 hade arton förslag inlämnats. En prisnämnd bestående av bland andra Gustaf Oscar Wallenberg, arkitekterna Isak Gustaf Clason och Fritz Eckert samt grosshandlaren Theodor Nygren utsåg vinnaren.
Första pris gick till arkitekten Erik Josephson med förslaget "Salt" som belönades med 1 000 kronor och uppdraget. Samma år lade Oskar II den första hörnstenen till det nya hotellet. Anläggningen var tänkt som en svensk motsvarighet till de stora hotellen på franska Rivieran med inspiration från Hôtel de Paris i Monte Carlo. Josephson ritade en borgliknande byggnad med fantasifulla, kupolkrönta torn och två tvärställda flygelbyggnader med trappstegsgavel. Gustaf Wallenberg, på tiden verkställande direktör för Järnvägs AB Stockholm-Saltsjö, engagerade sig i arbetet, och lade ner mycket omsorg på minsta detalj i utförandet. 
Gustaf Wallenberg berättar själv i ett brev (daterad i Nizza den 16 december 1932) bland annat: Beträffande stora hotellet så utlystes visserligen en tävlan, men en av de tävlande arkitekterna, Erik Josephson, var nog smart att genast sätta sig i förbindelse med mig för att få vete huru jag ville ha det. Jag lemmnade honom en skiss utvisande huru jag tänkt mig anläggningen och gav idén med verandor för varje rum på fasaden såsom önskvärd... Vidare menade han i samma brev: Jag tycker ej om att använda arkitekter utöver det allra nödvändigaste. De fingo följa mina ordinationer.
Byggnaden utfördes inte helt enligt Erik Josephsons tävlingsbidrag. Både torn och byggnad fick under byggets gång en extra våning, även det på initiativ Gustaf Wallenberg. Han fann att tornen ej skulle komma att synas över trädtopparna och gav Josephson "på stående fot" order om att bygga på ännu en våning. Långt senare berättade Josephson om hotellbygget: sättet att arbeta hade jag aldrig varit med om någonstans, varken förr eller senare...
Vid invigningen den 10 maj 1893 beordrade kung Oscar II hela den svenska flottan att lägga till framför hotellet och skjuta salut. Hotellet blev inom kort en succé, delvis tack vare Saltsjöbanan som Wallenberg lät bygga från Stockholm (Slussen) ut till Saltsjöbaden som gjorde att gästerna lättare kunde ta sig till och från hotellet. Byggnaden var från början gulfärgad, idag har den en vitmålad fasad, och huvudentrén låg ursprungligen vid sjösidan. Redan 1896 byggdes hotellet till i söder med en stor och en liten restaurangmatsal samt kök så att hotellgästerna slapp gå till Grand Restaurant på Restaurantholmen för att äta middag. 
På 1920-talet flyttades huvudingången till motsatta sidan och i samband med det krävdes även en större ombyggnad av trappan och entréhallen. Även här anlitades ursprungsarkitekten, Erik Josephson, som tillsammans med sin son länsarkitekten Torsten Josephson stod för ritningarna. Stora salens inredning berördes inte vid denna ombyggnad. Idag är dock salens öppna takstolar och väggarnas boaseringar inte längre kvar; de försvann när ett nytt mellanbjälklag drogs in. Däremot existerar fortfarande Anna Bobergs väggmålningar med friser i lobbyn, som hon målade på 1920-talet. Hotellet har mycket kvar av sin ursprungliga karaktär trots flera om- och tillbyggnader av bland andra Nyréns arkitektkontor (1985).

## Fasad- och planritning

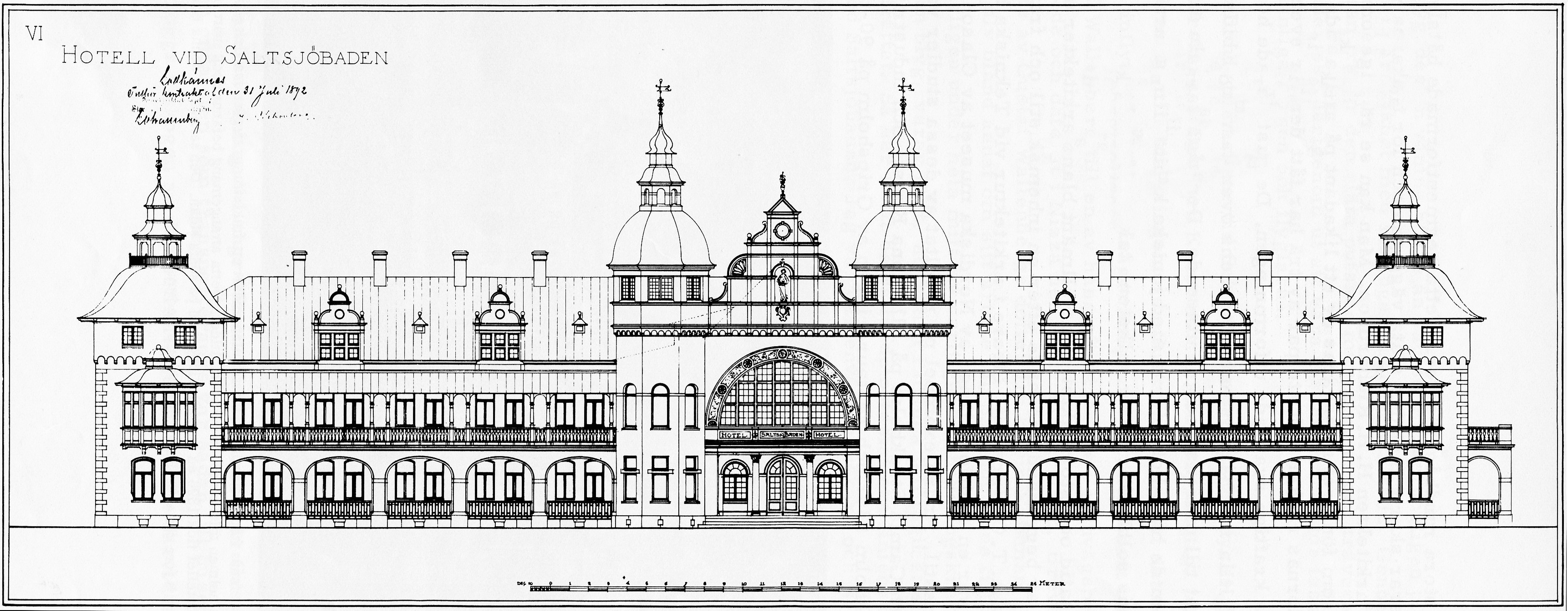
Tävlingsbidragets fasadritning, byggnaden uppfördes en våning högre.

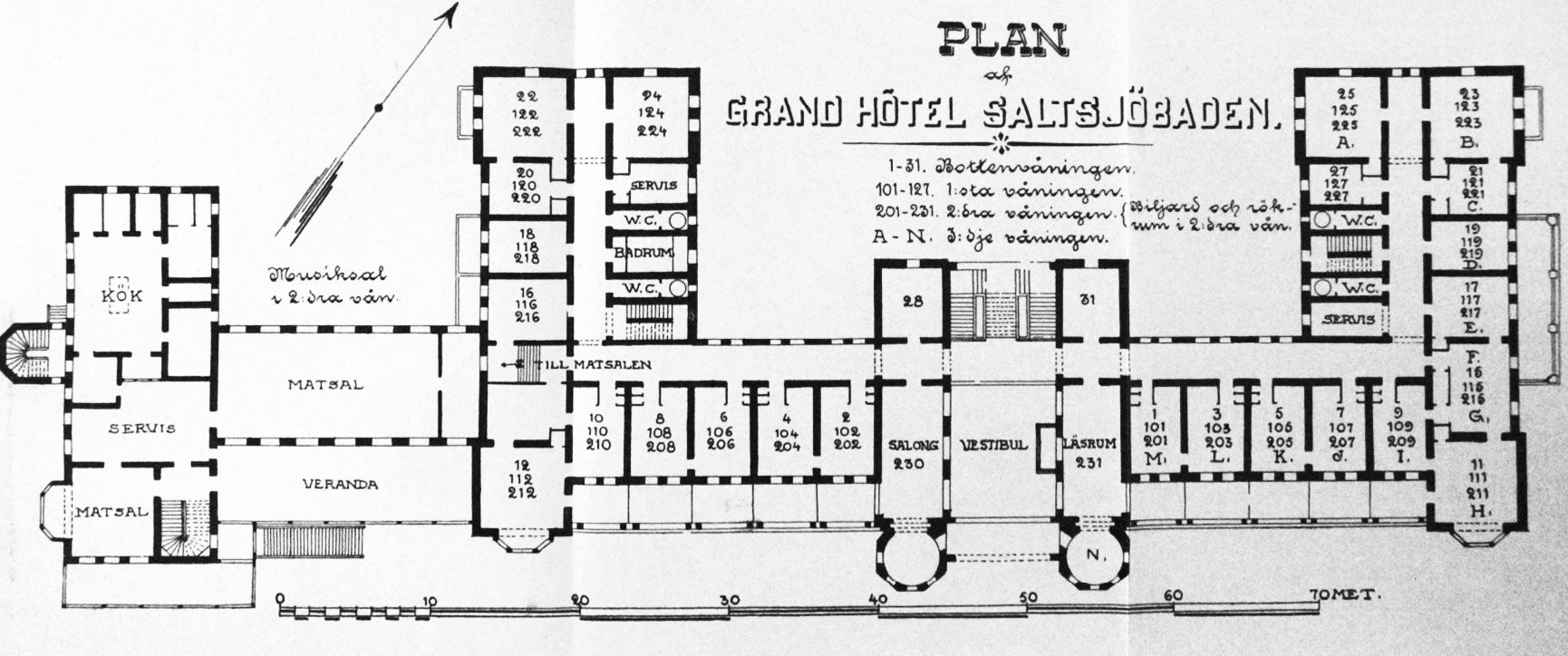
Anläggningen med restaurangutbyggnaden (till vänster) från 1896.

## Huvudfasaderna
| Vänster bild: huvudfasad mot land, höger bild: huvudfasad mot havet. |  | Vänster bild: huvudfasad mot land, höger bild: huvudfasad mot havet. |
| Vänster bild: huvudfasad mot land, höger bild: huvudfasad mot havet. |  |                                                                      |

## Verksamhet
Hotellet har idag 140 rum, och är ett modernt lyxhotell med restauranger, barer, festlokaler, konferensrum, spa och en gästhamn. 
Den av sviterna som kallas Gula salongen fick sitt namn efter Saltsjöbadsavtalet, som förhandlades fram på hotellet 1938 och som undertecknades i detta rum. Avtalet kom att sätta sin prägel på relationerna mellan de svenska arbetsgivarna och de fackliga organisationerna under mycket lång tid.
Grand Hotel Saltsjöbaden har tre gånger varit mötesplats för Bilderberggruppen (1962, 1973, 1984).
Hotellet var i familjen Wallenbergs ägo fram till 1999, då det köptes av Nordisk Renting som 2002 sålde vidare till den dansk-egyptiske hotelldirektören Enan Galalys kedja Helnan Hotels. En tid av nedgång följde verksamhetsmässigt medan  hotellbyggnaden förföll. År 2015 meddelades att fastighetsbolaget Lustgården AB tog över ägandet med planer att återställa hotellet i dess forna glans.

## Restaurangholmen

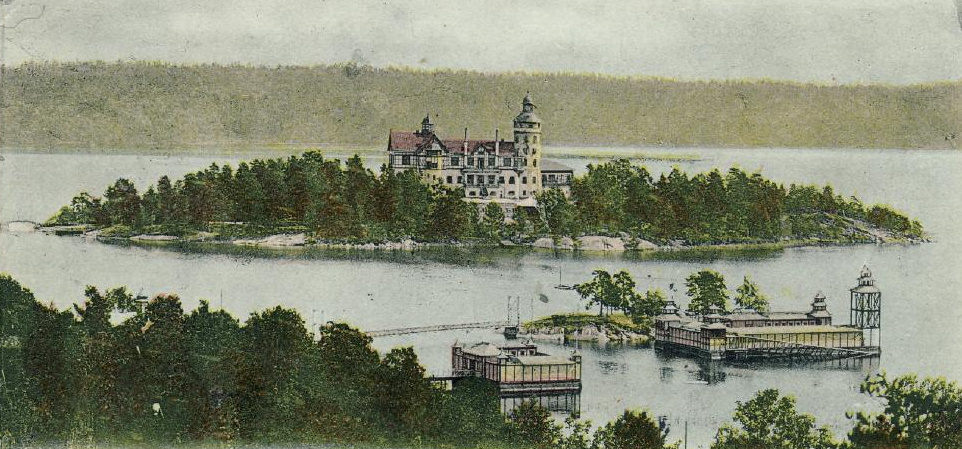
Restaurangholmen, 1910.

Söder om Grand Hotel i Hotellviken ligger Restaurangholmen, som kan nås via två broar. Ursprungligen hade hotellet ingen restaurang. För utsikten och miljöns skull lades Grand Restaurant på ön, därav namnet ”Restaurangholmen” (ursprungligen Restaurantholmen). Även den byggnaden ritades av arkitekt Erik Josephson, dock utan föregående tävling, och även här hade Gustaf Wallenberg stort inflytande över den arkitektoniska gestaltningen. Restaurangen liknade en stor, medeltida borg och var en träbyggnad i tre våningar. Vid ena sidan fanns ett runt torn. Josephson inspirerades till denna historicism av förebilder i Europa, främst England. Huset byggdes till och moderniserades i flera omgångar, bland annat 1915 efter ritningar av Ferdinand Boberg.
I anslutningen till restaurangen uppfördes Sommarhotellet som ritades av Carl Westman 1904. Grand Restaurant som var en träbyggnad brann ner den 20 december 1968 och Sommarhotellet revs 1984. Idag står nyuppförda bostäder på dess plats. De båda broarna som förbinder ön med fastlandet byggdes 1892 på Bergsunds mekaniska verkstad. Längst ut på Restaurangholmen ligger Saltsjöbadens friluftsbad.

## Övriga bilder

Byggnad och detaljer
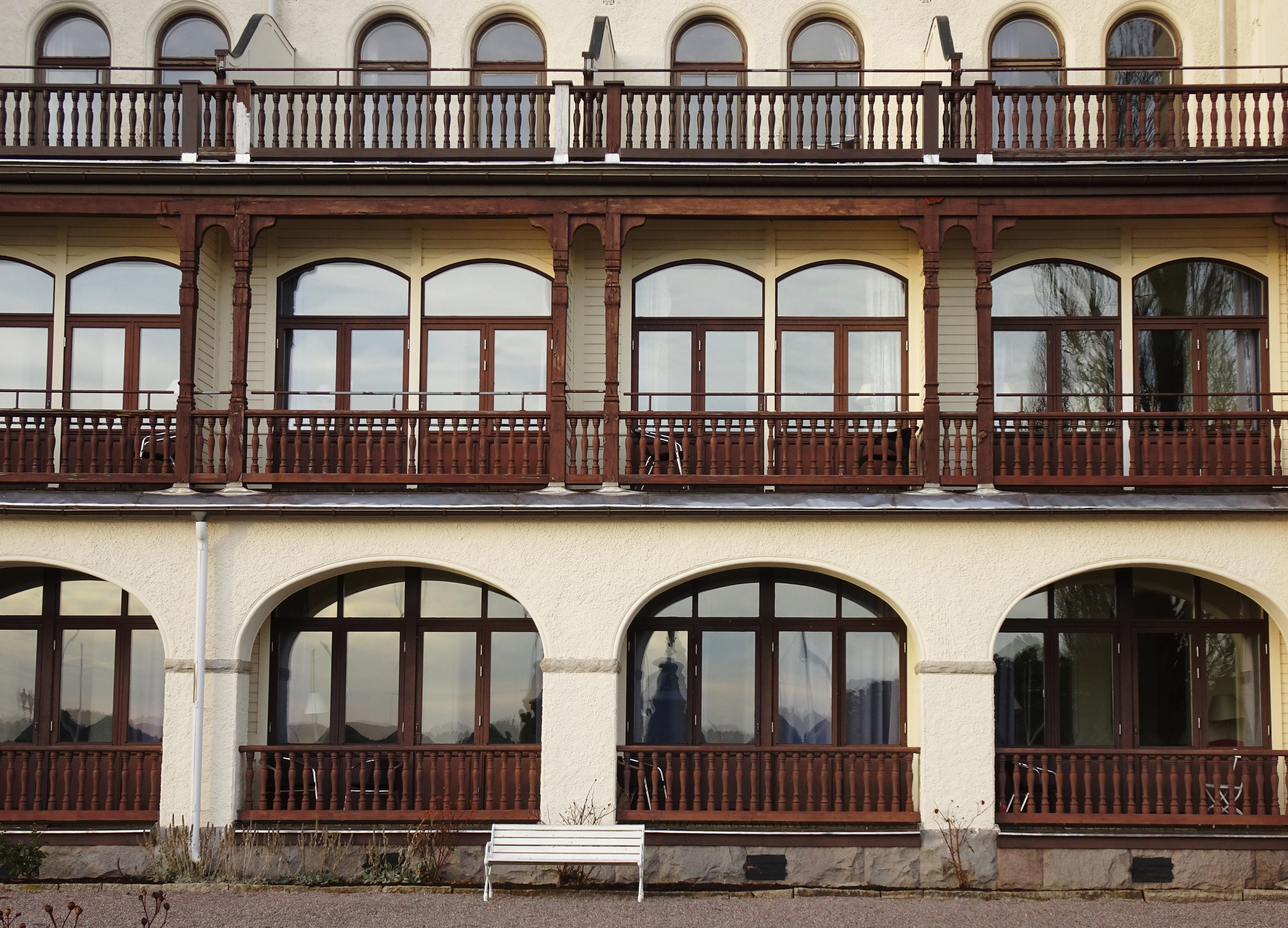
Fasaddetalj mot öster
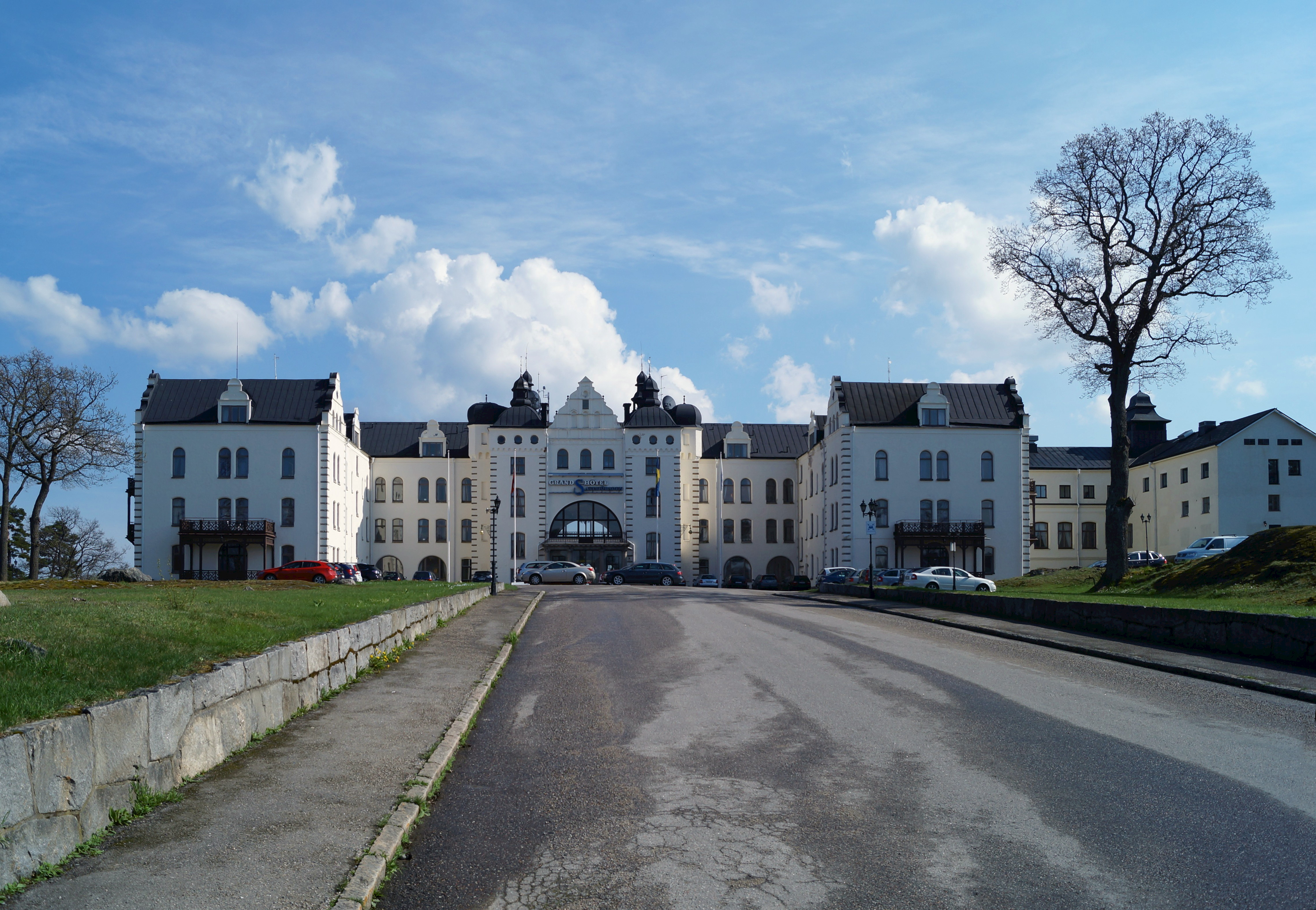
Uppfart från nordväst
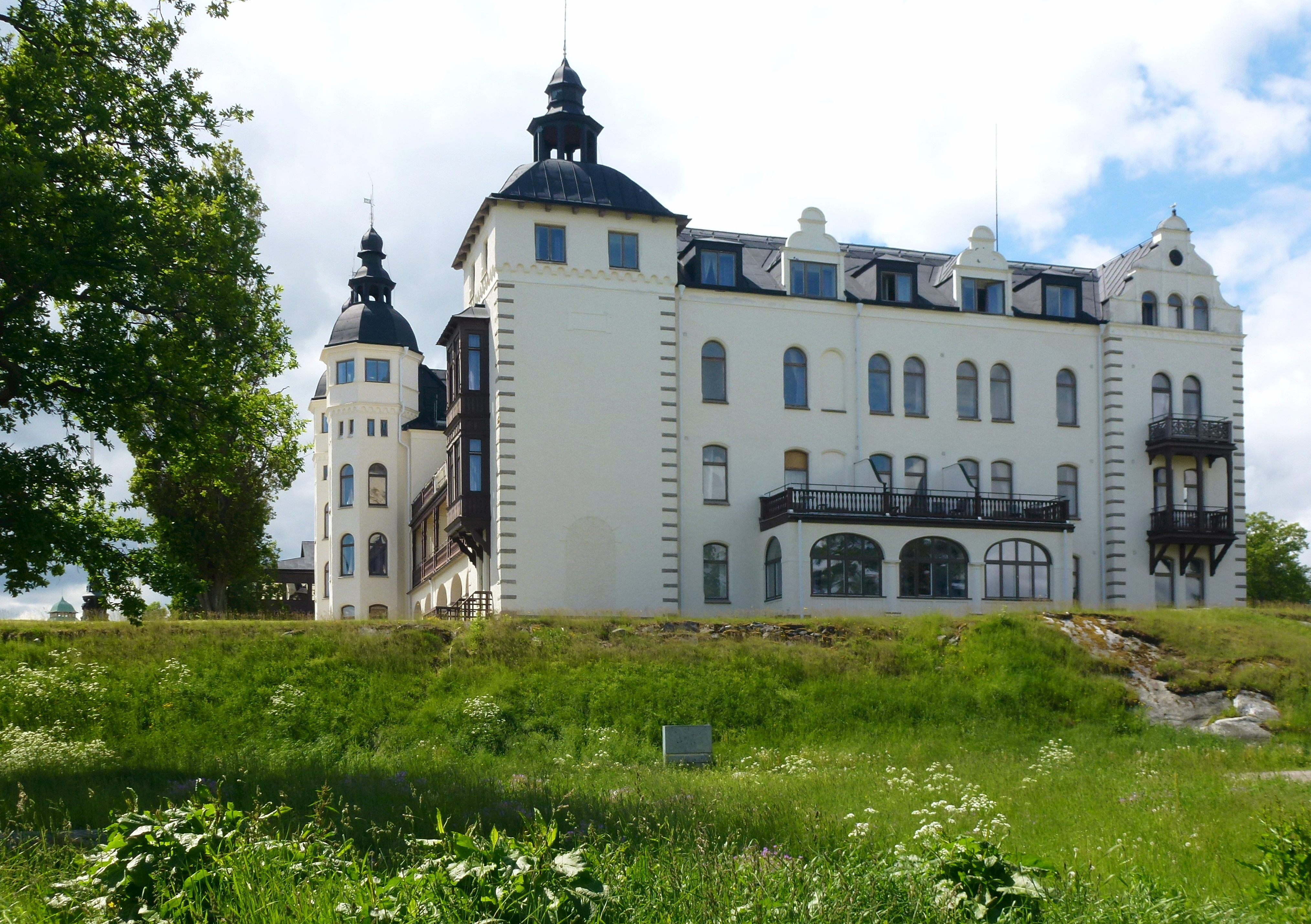
Grand Hotel, fasad mot norr
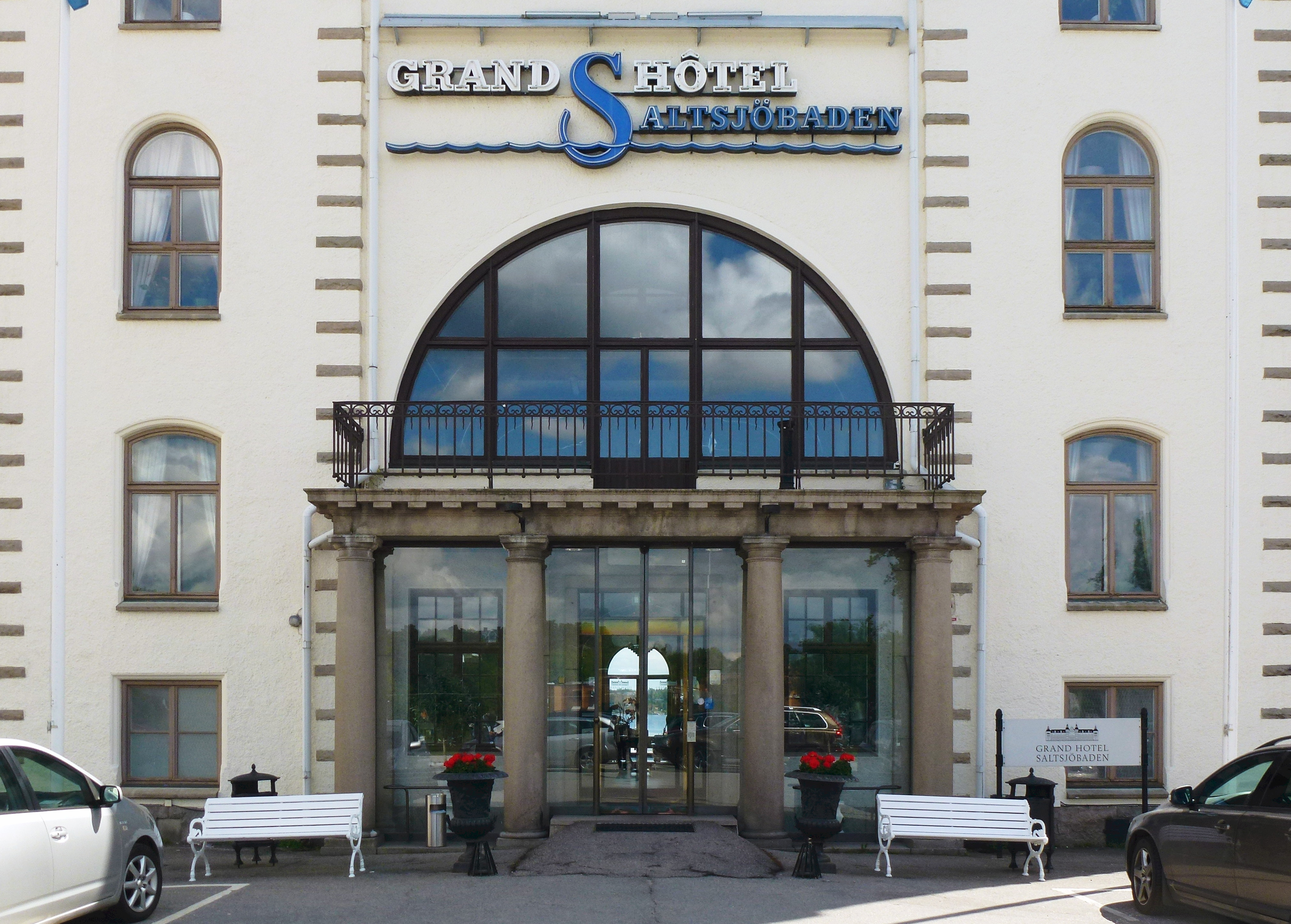
Grand Hotel, huvudentré
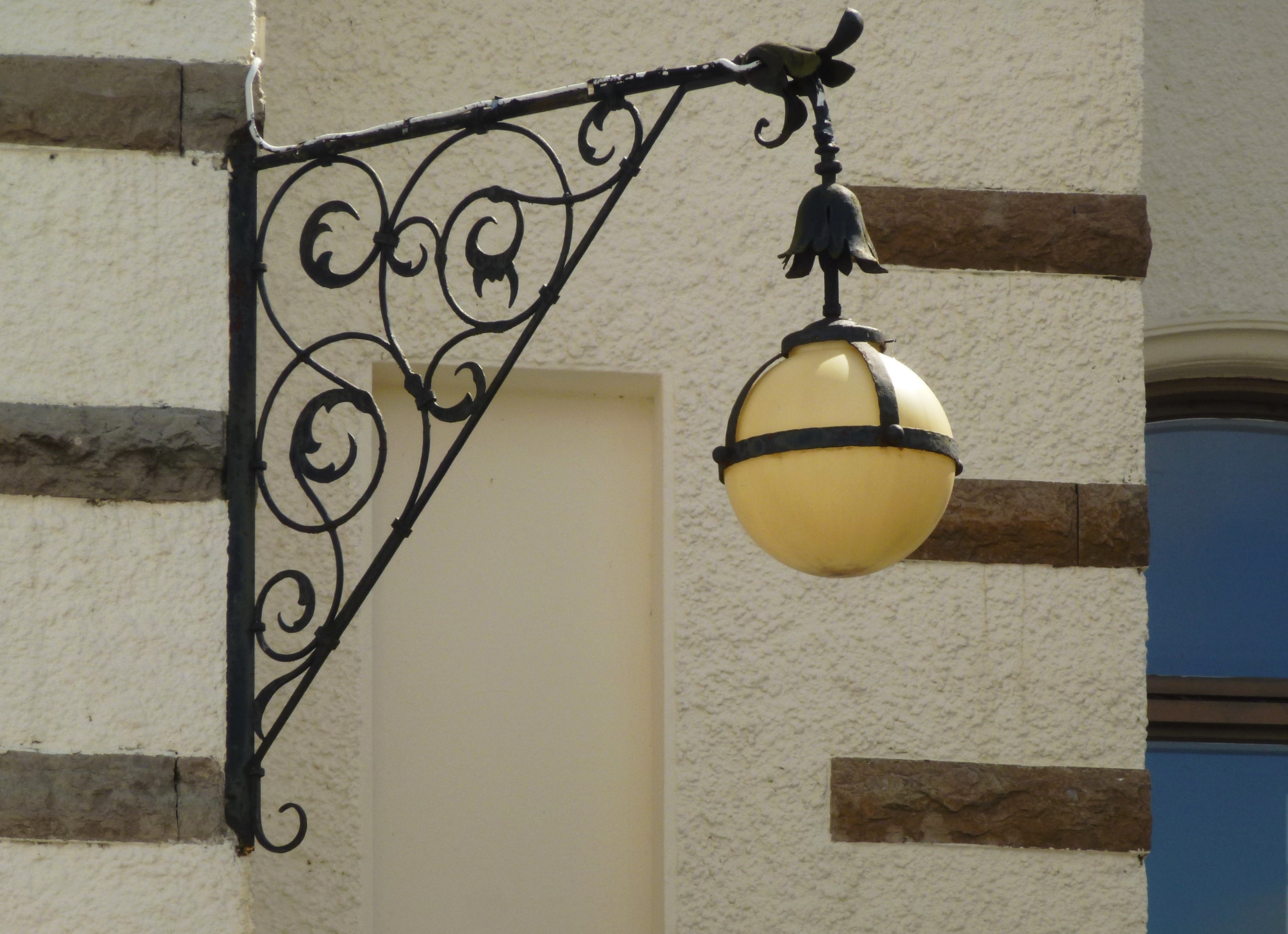
Grand Hotel, lykta

Konstnärlig utsmyckning
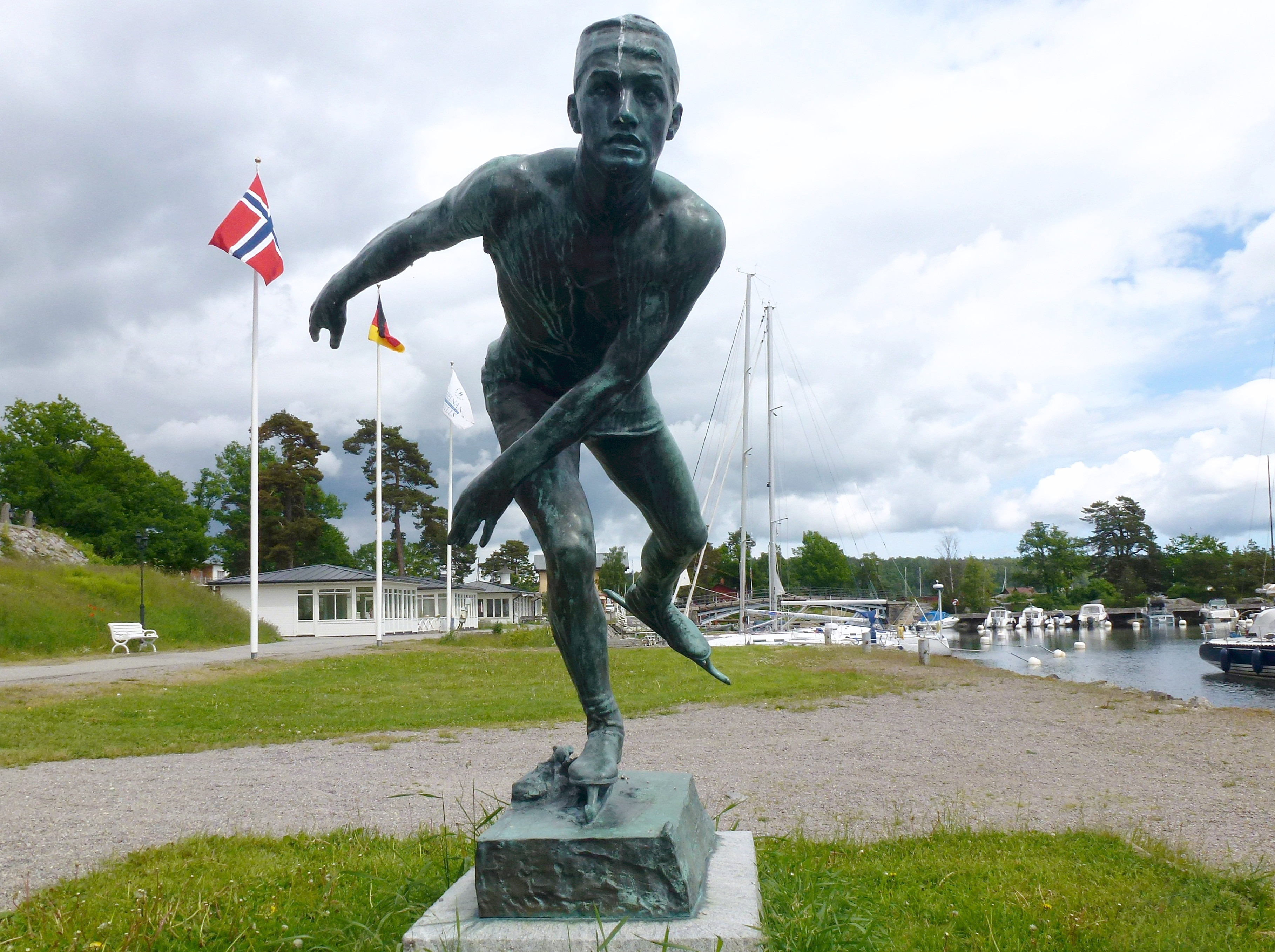
Christian Erikssons Skridskolöparen framför hotellet
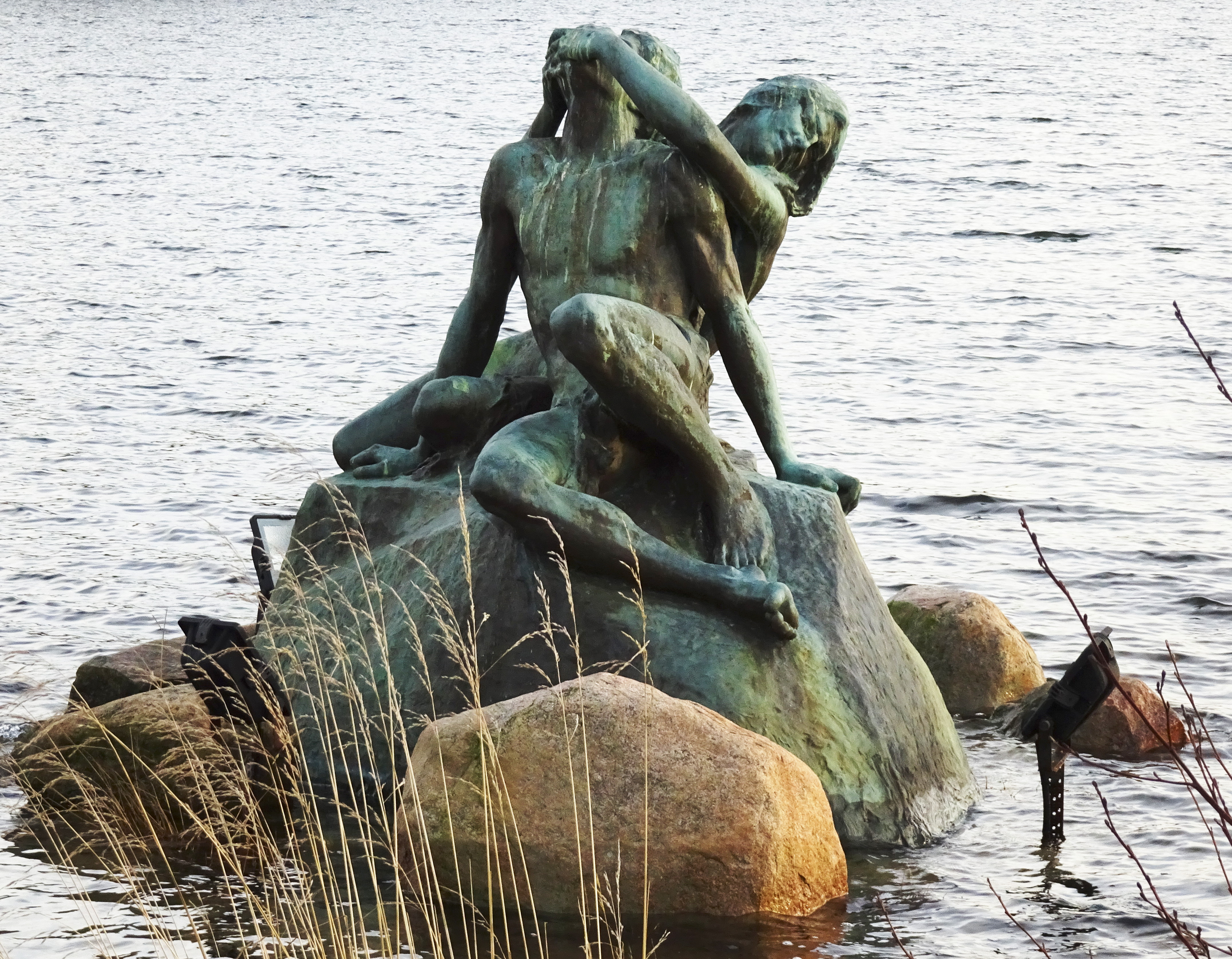
Christian Erikssons Lek vid stranden i Hotellviken
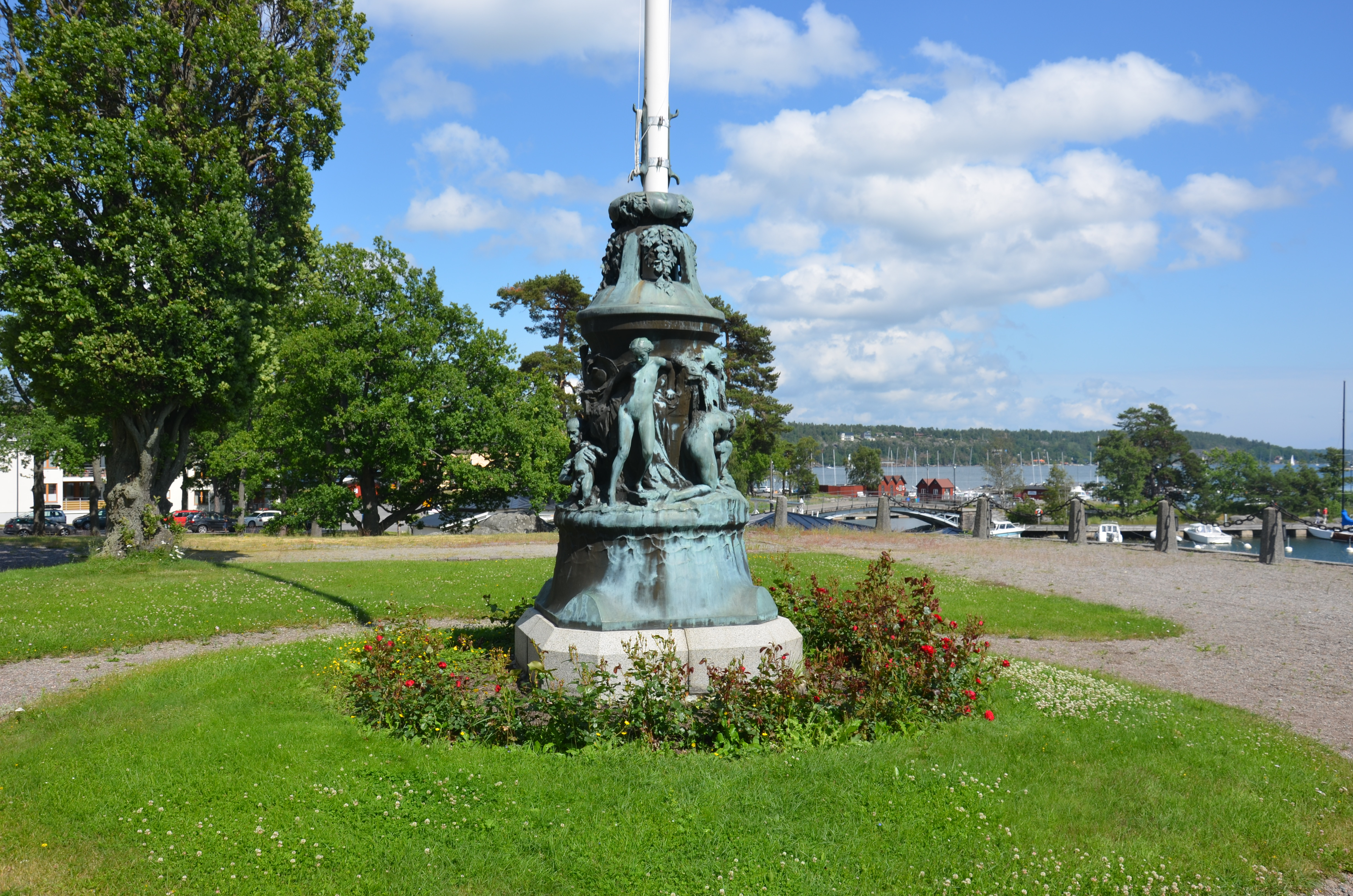
Christian Erikssons Sommar, flaggstångsbas
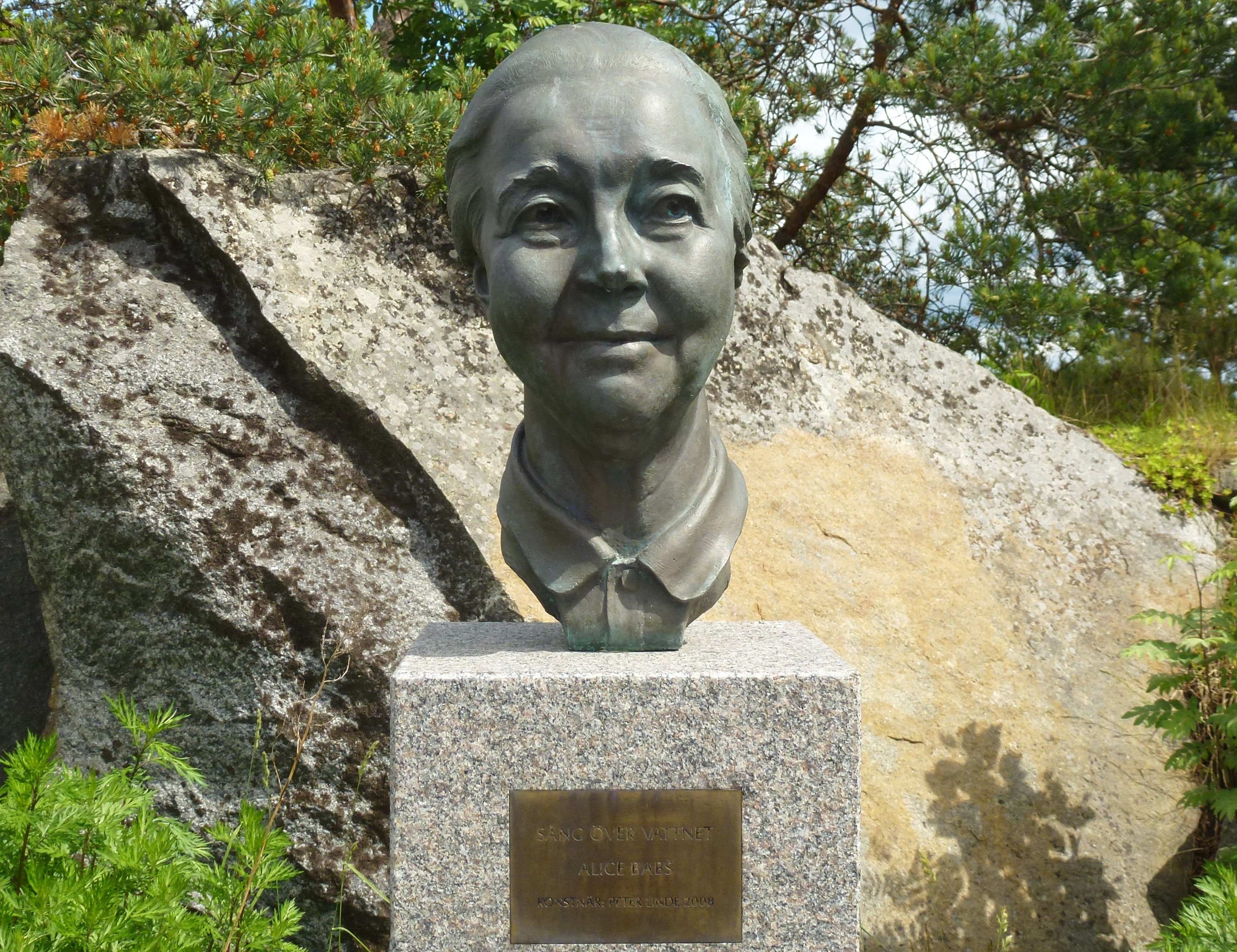
Alice Babs på Restaurangholmen
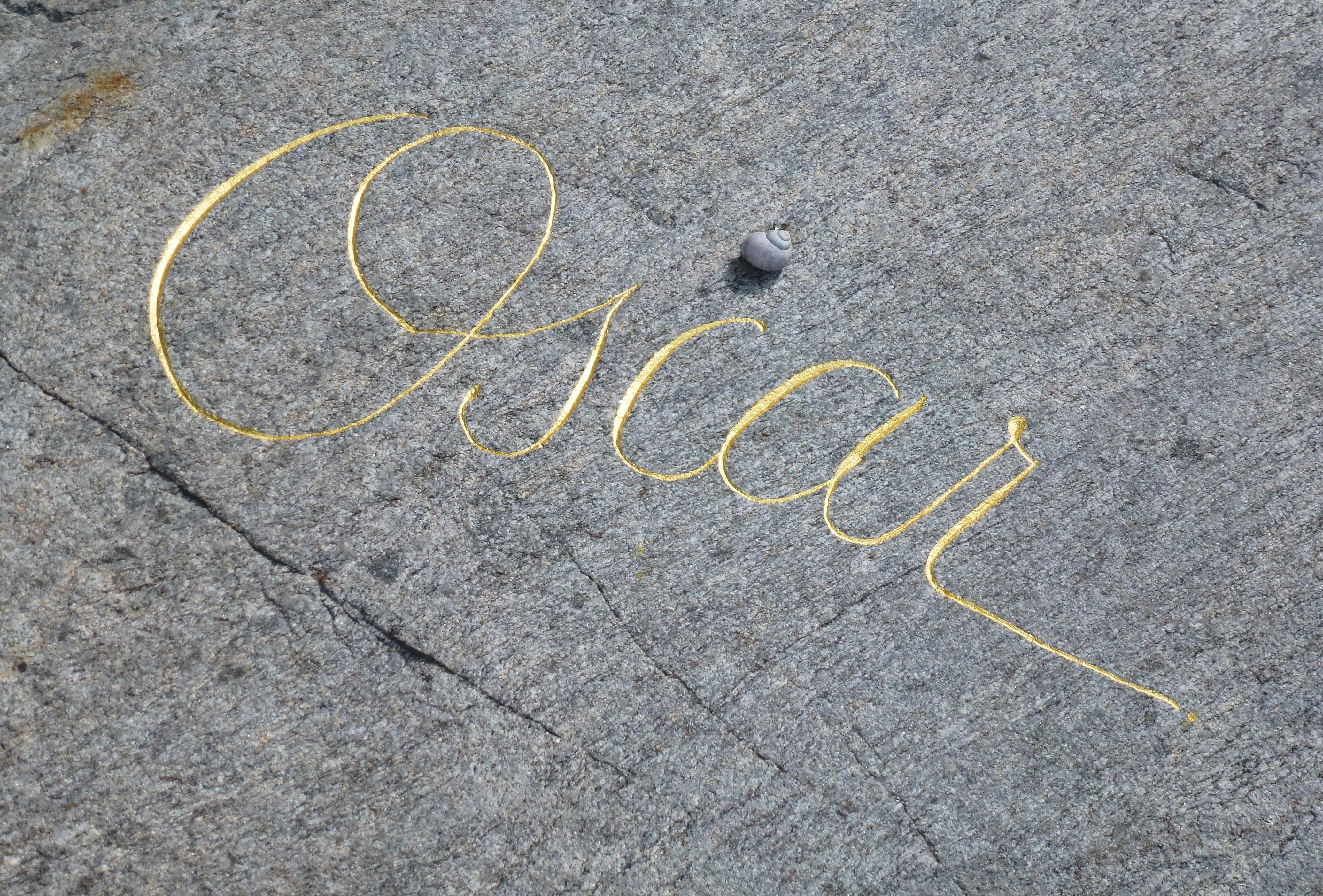
Oscar II:s namnteckning på en berghäll på Restaurangholmen